# Abraham van Beijeren

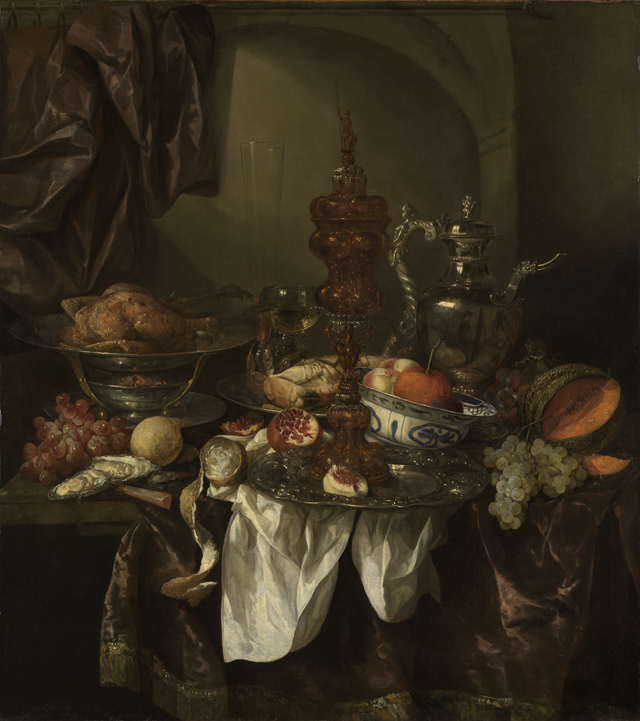
Pronkstilleven. 1650-1669. Karlsruhe, Staatliche Kunsthalle Karlsruhe.

Abraham Hendricksz. van Beijeren, ook Abraham van Beyeren en Abraham van Bergaren (Den Haag, 1620/1621 - Overschie (nu Rotterdam), maart 1690), was een Noord-Nederlands kunstschilder behorend tot de Hollandse School. Hij werd matig erkend in zijn eigen tijd, maar wordt nu beschouwd als een van de grootste stillevenschilders. Hij vervaardigde vooral visstillevens en stillevens met vruchten en bloemen. Ook schilderde hij zeegezichten. 

## Levensloop
Van Beijeren werd geboren in Den Haag als zoon van Hendrick Gillisz van Beyeren, een glazenier. In 1636 is hij terug te vinden in de administratie van het Sint-Lucasgilde, als leerling van de schilder Tyman Cracht. In 1639 woonde hij in Leiden, waar hij in het huwelijk trad met Emerentia Stercke. Een jaar later werd hij in Den Haag lid van het Sint-Lucasgilde. Na het overlijden van zijn echtgenote, met wie hij drie dochters kreeg, hertrouwde hij in 1647 met Anna van den Queborn, een dochter van de schilder en graveur Crispijn van den Queborn. De visschilder Pieter de Putter was haar oom.
Hij woonde verder in Delft, Amsterdam, Alkmaar en Gouda. In 1677 vestigde hij zich in Overschie, waar hij overleed in 1690. 
Abraham van Beyeren behoort tot de belangrijkste stillevenschilders van de Nederlandse Gouden Eeuw. Samen met Willem Kalf behoort hij tot de generatie stillevenschilders ná Jan Davidsz. de Heem, die het genre van het zogenaamde pronkstilleven verder ontwikkelde door er een geheel eigen stijl en interpretatie aan te geven, Terwijl Kalf dit vooral deed door een sterk contrast tussen licht en donker, deed Van Beijeren dit door zijn uitermate verfijnde composities en zijn zachte en tevens rijke kleurgebruik. Van Beijeren schilderde zijn belangrijkste pronkstillevens in de jaren zestig van de 17e eeuw. Hij woonde toen in Den Haag.

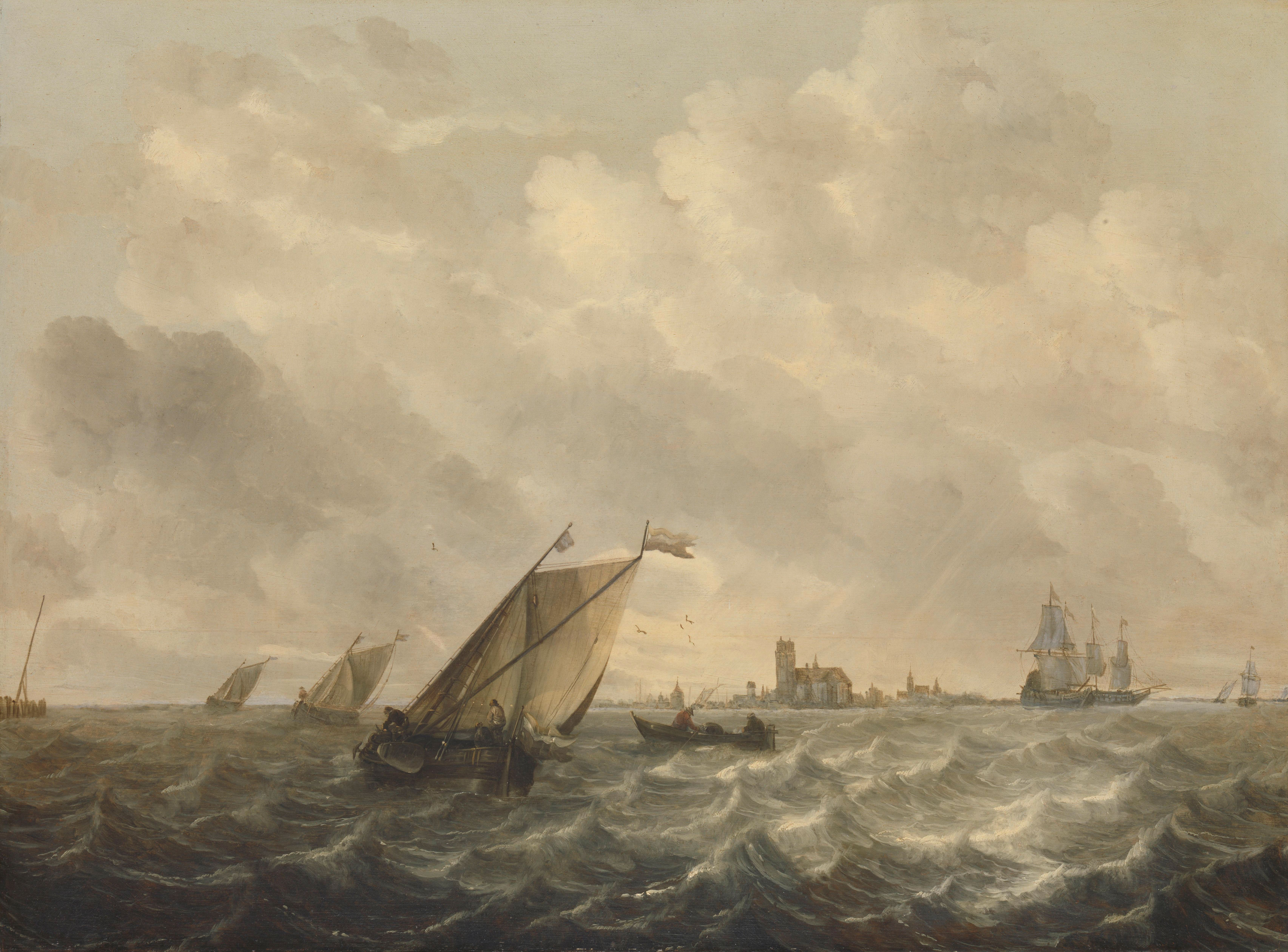
Riviergezicht, een werk van Abraham van Beijeren in het Rijksmuseum Amsterdam.

Als voorbeelden van Van Beijerens kunst in deze jaren gelden het stilleven in het Los Angeles County Museum, dat gesigneerd en gedateerd is 1667 en die in de collectie van het Instituut Collectie Nederland.
Van Beieren zat meermaals in grote geldnood. Om zijn schulden te betalen trachtte hij in 1639 bij aanbod een aantal van zijn schilderijen aan de man te brengen. Van de 54 schilderijen werden er maar tien verkocht. Die leverden 153,80 gulden op. Een jaar na zijn overlijden werden 99 schilderijen van hem verkocht voor gemiddeld 4,70 gulden per stuk. Daaruit valt te concluderen dat zijn werk bepaald niet gewild was.
Pronkstillevens zoals van Van Beijeren en Willem Kalf raakten in de Nederlanden enigszins 'uit de mode', maar werden omstreeks 1750 'herontdekt' in Frankrijk en Engeland. Het is om die reden dat de belangrijkste voorbeelden van deze meesters zich nog altijd in genoemde landen bevinden.

## Handtekening
Van Beijeren ondertekende zijn doeken met het monogram "AVB" en liet altijd na een datum toe te voegen. Hierdoor is het moeilijk een chronologie op te stellen van zijn werken.

## Artistieke stijl

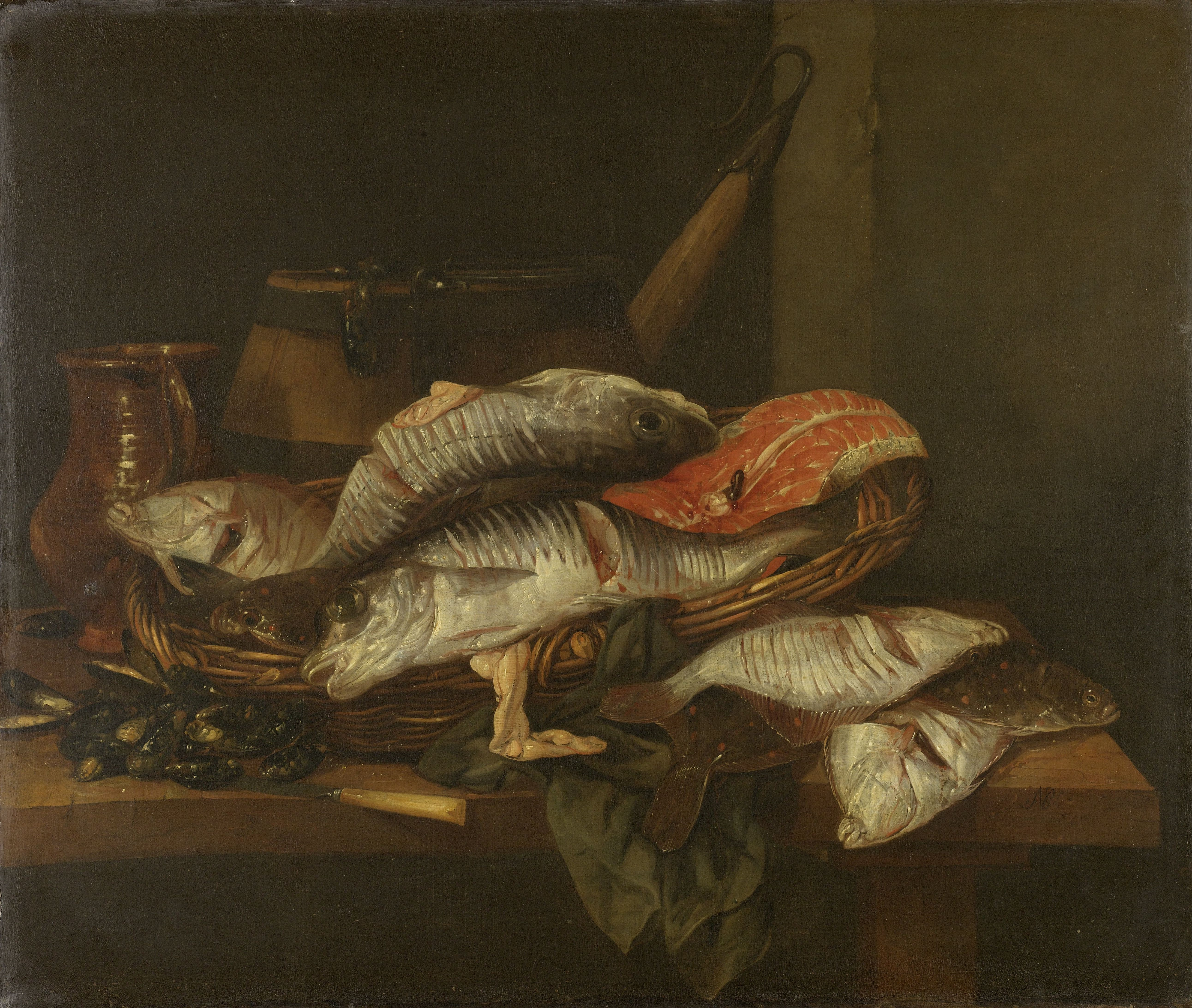
Stilleven met vissen. Ca. 1650-1670. Amsterdam, Rijksmuseum.

Terwijl in de jaren 1640 de meeste van zijn schilderijen nog zeegezichten waren, begon Van Beijeren zich te ontwikkelen als een bekwame stillevenschilder van vis. In de jaren 1650 en 1660 richtte hij zich op pronkstillevens met fijn zilverwerk, Chinees porselein, glas en selecties van fruit. Hij schilderde ook een aantal stillevens van bloemen. 
Zijn pronkstillevens worden beschouwd als belangrijke voorbeelden van dit genre, maar wijken af van wat gebruikelijk was vanwege de vrije penseelvoering die hij hanteerde. Normaal gesproken wordt de illusie van echtheid tot in de kleinste details gehandhaafd, maar Van Beijeren gebruikte nogal grof penseelwerk, waardoor zijn pronkstillevens het beste op afstand bekeken kunnen worden. Op het pronkstilleven Zilveren wijnkan met ham en vruchten beeldde hij zichzelf op een glimmende wijnkan af, met een hoed op en zittend achter een ezel.

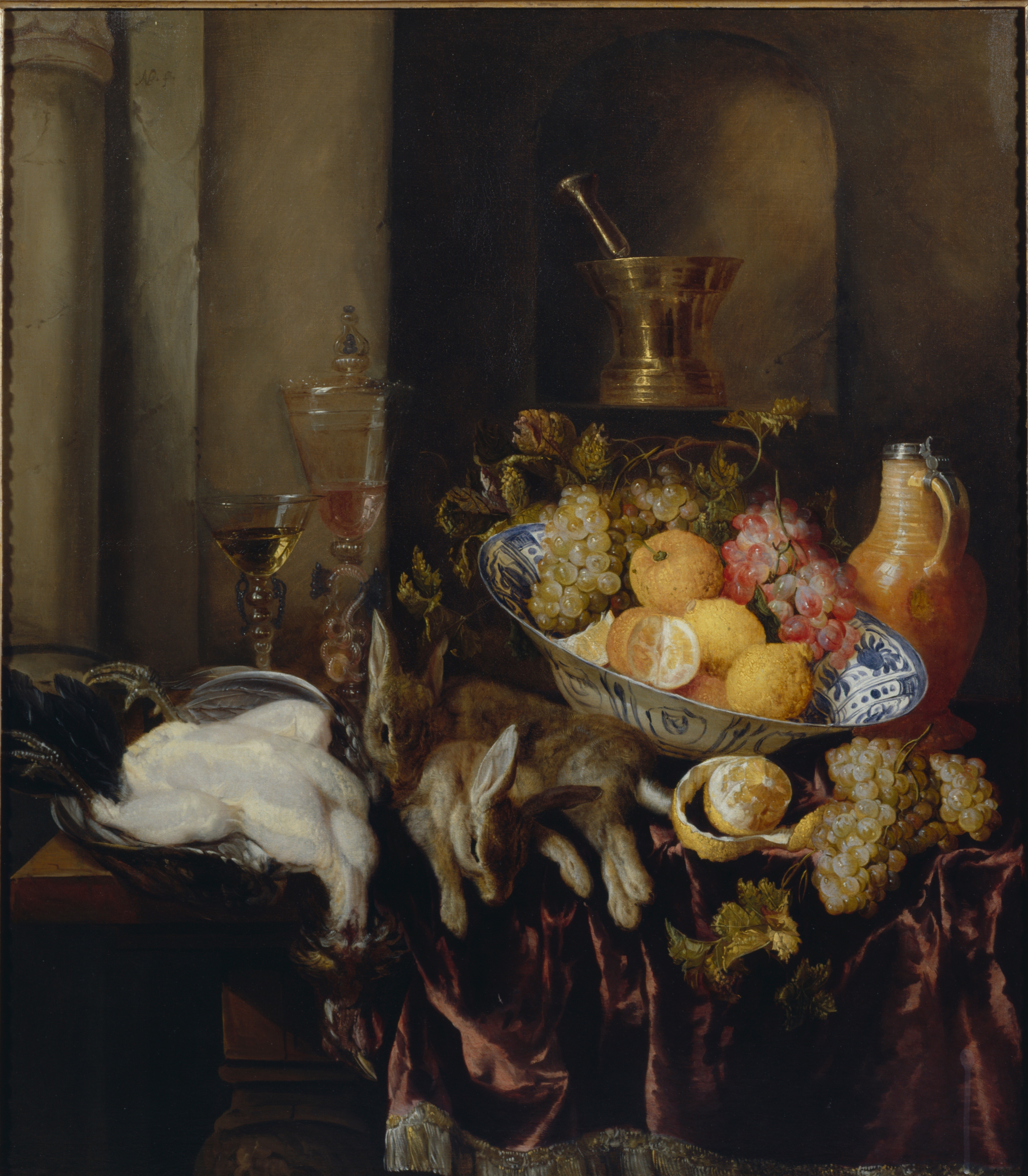
Pronkstilleven Scottish National Gallery; permanente uitleen Ger Eenens Collection The Netherlands

Van Beijeren schilderde grotendeels ook het vissersbord in 1649 in opdracht van Maassluise stuurlieden. Het bord is nu eigendom van de Groote of Nieuwe kerk in Maassluis.
Beroemd is zijn pronkstilleven in de Scottish National Gallery. Op dit pronkstilleven staan vruchten in een wanlischaal, façon-de-Veniseglaswerk, een aardewerkkruik (Raerens steengoed), dode konijnen en gevogelte op een gedekte tafel met fluwelen doek voor een stenen muur met een nis waarin een vijzel staat. Op deze vijzel heeft de schilder zichzelf afgebeeld staande achter de schildersezel. Dit stilleven is permanent uitgeleend aan de National Galleries of Scotland.

## Publieke collecties (selectie)
Werken van Abraham van Beyeren zijn te vinden in de openbare collecties van:
- Frans Hals Museum, Haarlem
- Museum de Fundatie, Zwolle
- Metropolitan Museum of Art, New York
- National Gallery of Scotland
- Los Angeles County Museum
- Rijksmuseum Amsterdam
- Cleveland Museum of Art
- Staatliche Kunsthalle Karlsruhe

- Bibliothèque nationale de France: cb14969709q (data)
- Biografisch Portaal: 53987586
- Gemeinsame Normdatei: 174184522
- International Standard Name Identifier: 0000 0000 6704 8288
- KulturNav: c4161632-57ab-48af-9be7-f3f44dcb55e3
- Library of Congress Control Number: nr91043036
- Nederlandse Thesaurus van Auteursnamen: 074243993
- RKD-Nederlands Instituut voor Kunstgeschiedenis: 7990
- SNAC: w67m81xr
- Système universitaire de documentation: 189713151
- Union List of Artist Names: 500029249
- Virtual International Authority File: 24459171
- WorldCat: E39PBJpJgMWBrXMmm46fJPW7HC